# Edmund Butler, conde de Carrick
Edmund Butler, conde de Carrick  y VI mayordomo principal de Irlanda (1268-13 de septiembre de 1321) fue un miembro de la nobleza de Irlanda. Fue el segundo hijo de Theobald Butler, IV mayordomo principal de Irlanda. Butler peregrinó a Santiago de Compostela en 1321 pero murió en Londres ese año. Fue enterrado en la Colegiata de Santa María de Gowran, condado de Kilkenny, el 10 de noviembre de 1321.

## Carrera
Edmund heredó las propiedades de su padre tras la muerte de su hermano mayor Theobald, V mayordomo principal de Irlanda, en 1299. Fue creado justiciar de Irlanda en 1303 con unas dietas de £ 500 per annum (por año). En 1309 fue ordenado caballero por el rey Eduardo II en Londres. Tres años más tarde derrotó a los clanes de los O'Byrne y los O'Toole en Glenmalure.
En un gran festín en Dublín el domingo 29 de septiembre de 1313, creó 30 caballeros por patente, datadas el 4 de enero de 1314 en Langley.
Habiéndose distinguido durante las guerras Bruce de Irlanda junto al conde John de Bermingham y a Roger Mortimer, Butler recibió el castillo y señorío de Karryk Macgryffin y Roscrea para él y sus herederos sub nomine et honore comitis de Karryk. La patente fue otorgada en Lincoln el 1 de septiembre de 1315; en aquella fecha también se le otorgaron los cantreds —distritos con 100 villas cada uno— de Oreman (sic Ormond), Elyogerth (sic Eliogarty), y Elyocarroll en el condado de Tipperary. A estos se les añadió el 12 de noviembre de 1320, todas las tierras de William de Carran en Finagh y Favmolin en el condado de Waterford.
Sin embargo, aunque el acta creaba un condado, no hacía conde de Carrick al heredero de Butler, James, quien fue creado posteriormente conde de Ormond por derecho propio en 1328, junto a Roger Mortimer, creado conde de March, y a John de Eltham, hermano de Eduardo III y creado conde de Cornwall.
En 1317, tras sufrir una derrota en una rebelión dirigida por Edward Bruce, hermano de Robert Bruce, fue reemplazado como justiciar por el mencionado Roger Mortimer, conde de March.

## Matrimonio e hijos
Se casó con Joan Fitzgerald en 1302, hija de John FitzGerald, I conde de Kildare. Juntos tuvieron varios niños, el mayor de los cuales le sucedió como mayordomo principal de Irlanda pero no como conde de Carrick:
- James Butler, I conde de Ormond (1304-1338).
- John Butler de Clonamicklon (o Limallon; c. 1305-1330). Con su esposa Johanna tuvo un hijo, Edmond.[3]
- Lawrence Butler (1306-6 de enero de 1338).
- Joan Butler (1309-3 de noviembre de 1405).
- Margaret, casada con sir Thomas Dillon, de Drumrany y antepasado de los vizcondes Dillon.[1]
- Alice (f. 15 de marzo de 1356).
- William (f. 1361).